# Epiblastus masarangicus
Lan dạ bích Sulawesi (danh pháp hai phần: Epiblastus masarangicus) là một loài thực vật có hoa trong họ Lan (Orchidaceae). Loài này được (Kraenzl.) Schltr. mô tả khoa học đầu tiên năm 1911.